# Barth, Vorpommern-Rügen
Barth là một thị trấn thuộc huyện Vorpommern-Rügen (trước thuộc thành phố Stralsund), bang Mecklenburg-Vorpommern, miền bắc nước Đức. 
Barth có diện tích 40,83 km2, dân số thời điểm ngày 31 tháng 12 năm 2006 là 9097 người.